# ميركو شوستر
ميركو شوستر (بالألمانية: Mirko Schuster)‏ (21 يوليو 1994 في ألمانيا - ) هو لاعب كرة قدم ألماني في مركز الدفاع. لعب مع نادي كارلسروه وSG Sonnenhof Großaspach ‏.

## وصلات خارجية
- ميركو شوستر على موقع قاعدة بيانات كرة القدم.إي يو (الإنجليزية)
- ميركو شوستر على موقع Soccerway.com (الإنجليزية)
- ميركو شوستر على موقع عالم كرة القدم.نت (الإنجليزية)